# Libuň (nádraží)
Libuň je železniční stanice v jižní části stejnojmenné obce v okrese Jičín v Královéhradeckém kraji poblíž řeky Libuňky. Leží na neelektrizovaných jednokolejných tratích Hradec Králové – Turnov a Mladá Boleslav – Stará Paka. V obci se dále nachází železniční zastávka Libuň zastávka. Součástí stanice je i vlečka firmy Sklopísek Střeleč, která je provozovaná společností ČD Cargo.

## Historie
Stanice byla otevřena 19. října 1903 společností Místní dráha Turnov - Rovensko - Jičín, která sem zprovoznila svou trať z Jičína přes Libuň do Turnova. 26. listopadu 1905 byla otevřena trať společnosti Místní dráha Sudoměř - Skalsko - Stará Paka v úseku ze Sudoměře a Skalska přes Mladou Boleslav až do Sobotky. Libuňskou stanici dráha protínala až od 24. září 1906, kdy byla trať dovedena ze Sobotky až do Staré Paky.
Provoz na obou tratích zajišťovaly od zahájení Císařsko-královské státní dráhy, po roce 1918 Československé státní dráhy. K 1. lednu 1925 byla trať zestátněna.

## Popis
Nacházejí se zde čtyři nekrytá jednostranná úrovňová vnitřní nástupiště, k příchodu na nástupiště slouží přechod přes koleje.